# Villette (Huisne)
Die Villette ist ein kleiner Fluss in Frankreich, der im Département Orne in der Region Normandie verläuft. Sie entspringt beim Weiler La Terrine im südwestlichen Gemeindegebiet von Tourouvre au Perche, entwässert im Quellbereich nach Osten, schwenkt dann in südliche Richtung durch den Regionalen Naturpark Perche und mündet nach rund 17 Kilometern im Gemeindegebiet von Corbon als linker Nebenfluss in die Huisne. Ein zweiter Mündungsarm erreicht die Huisne etwa 250 Meter weiter flussabwärts.

## Orte am Fluss
(Reihenfolge in Fließrichtung)
- La Terrine, Gemeinde Tourouvre au Perche
- La Grouas, Gemeinde Tourouvre au Perche
- Feings
- Le Pont Chartrain, Gemeinde Saint-Mard-de-Réno
- La Chapelle-Montligeon
- La Gué au Maître, Gemeinde Courgeon
- Les Aunaies, Gemeinde Corbon
- Le Gravelot, Gemeinde Corbon